# Aérodrome de Principe
L'aérodrome de Principe (en portugais : Aeroporto de Príncipe) est l'un des deux aéroports de Sao Tomé-et-Principe.

## Situation
Il est situé à Santo Antonio, sur l'île de Principe.
Sa piste a été rallongée en 2013. Seules les approches visuelles de jour en piste 18 sont possibles. Aucun système de guidage n'est actuellement disponible. Quelques vols réguliers sont opérés vers l'Ile principale de Sao-Tome uniquement. 
| \| 40 km1:1 346 000 \| São Tomé Principe |
| 40 km1:1 346 000                         |